# Henri Paul Sert
Henri Paul Sert (Sers), född 29 juli 1939 på Réunion, död 21 mars 1964 i Högalids församling, Stockholm, var en fransk målare. Henri Paul Sers är begravd på Skogskyrkogården i Stockholm.
Sert kom 1958 till Sverige från Paris på initiativ av journalisten Svante Löfgren och en mecenatgrupp och var till en början bosatt på Ven, senare i Malmö, Kunstforeningen i Köpenhamn och Stockholm. Han visade sina verk på utställningar i Köpenhamn 1959 samt Galleri Danielsson i Borgholm och Oslo 1964.
År 1964 anordnades en minnesutställning över honom på Galleri Gummeson i Stockholm:
| ”                          | Det är en vacker samling målningar, ... som väl vittnar om att Sert var ett löfte. En bild kallas för "fjättrad igelkott" och målningarna kan berätta att situationen var konstnärens egen. Han ser med barnets avslöjande blick och Dubuffets grimas på "Människor". Han flyr bort till sällsamma möten och exotiska, sensuella visioner, som i sin "broderade" form för Max Walter Svanbergs namn i tankarna... Sert [är] aldrig någon eftersägare. Det finns hela tiden en viss poetisk ton som är hans egen. Den har ingen utländsk accent, man vill tro att han funnit den nordiska blåtonen och det levande ljuset vid stranden på Ven. Han har inte blivit någon Ven-målare i traditionell bemärkelse, men från sin ö har han sökt fånga stjärnorna och skildra den rika världen under vattnet. | „ |
| – Marianne Nanne-Bråhammar | |   |